# Hypokopelates kafuensis
Hypokopelates kafuensis är en fjärilsart som beskrevs av Sheffield Airey Neave 1910. Hypokopelates kafuensis ingår i släktet Hypokopelates och familjen juvelvingar. Inga underarter finns listade i Catalogue of Life.